# Museum Plagiarius

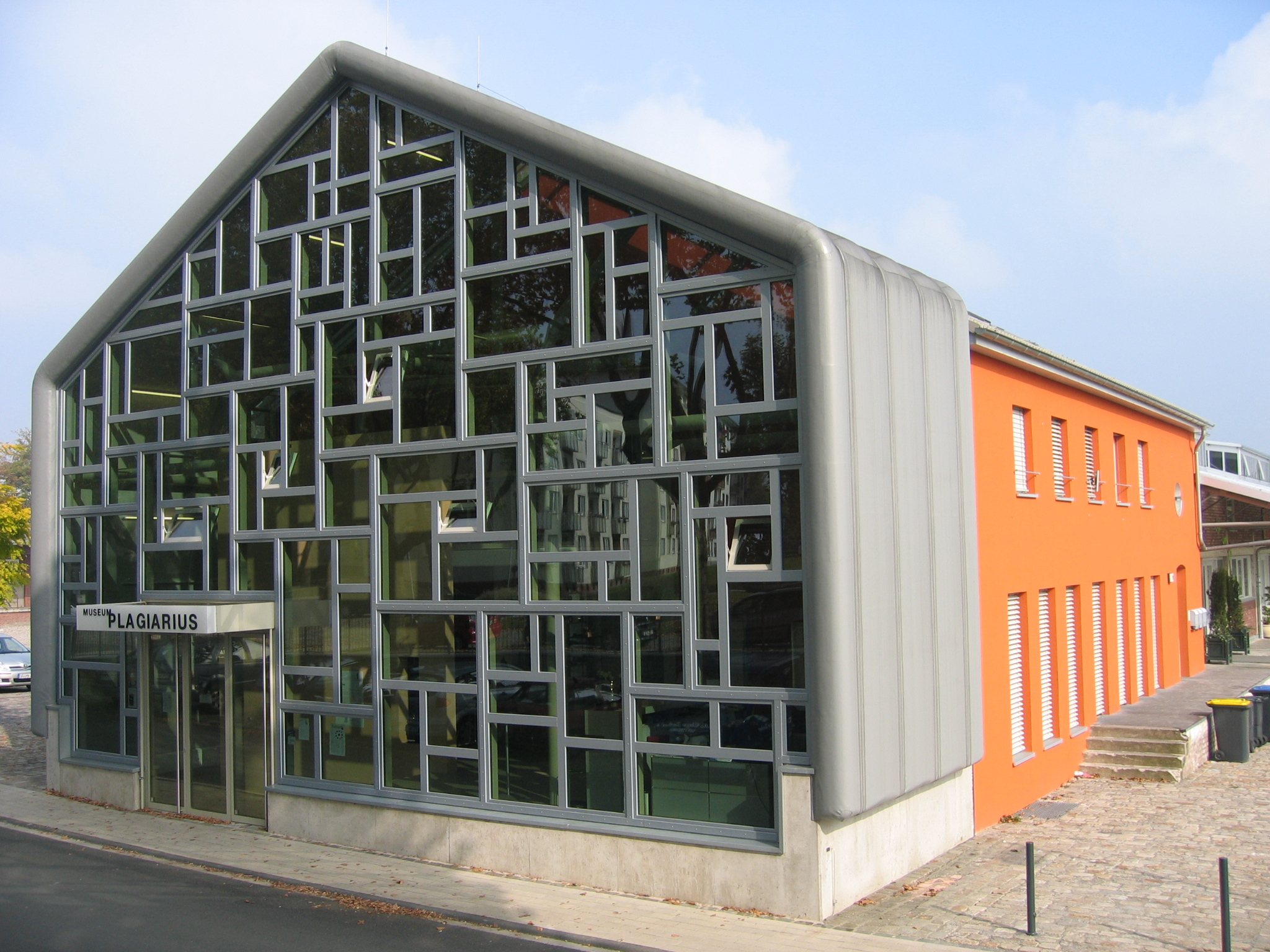
Museum Plagiarius

Museum Plagiarius är ett museum som visar den äkta varan och respektive plagiat i olika former. Museet ligger i Solingen, Tyskland.